# Stoholm-gruppen
Stoholm-gruppen var en modstandsgruppe under anden verdenskrig. Den modtog nedkastede våben og sprængstoffer fra engelske fly i slutningen af 1943, men blev opløst af Gestapo i januar 1944.

## Historie
I sommeren 1943 dannede Helmer Wøldike en illegal gruppe i Viborg. På dette tidspunkt blev faldskærmsmanden Jacob Jensen (1911-1977) dirigeret til Viborg for at etablere en modtagegruppe på egnen. Han fik forbindelse med Wøldike, som i slutningen af september foreslog en modtageplads på Gammelstrup Hede nordøst for Stoholm. Skovfogeden i Liebes Plantage, Johannes Alsbjerg, blev leder på stedet, og en gruppe af Viborg-folk og Stoholm-folk blev oprettet. Brødrene Laurids og Leo Pallesen arbejdede på Lundgård Teglværk lige øst for Stoholm og havde natarbejde, som var et godt dække over deres illegale natlige aktivitet.
I oktober 1943 forsøgte man den første nedkastning på pladsen, men der blev ikke opnået kontakt. Herefter blev Viborg-gruppens deltagelse opgivet, og den lokale gruppe blev i stedet suppleret med to Skive-folk: Jacob Alsbjerg, (skovfogedens bror) og Peter Jensen. Kort tid efter blev den første modtagelse af 6 containere gennemført med held. Godset blev kørt til pastor Tage Severinsen i Finderup, som 
var blevet overtalt af Wøldike til at gemme det i sit udhus. Senere blev der foretaget endnu en vellykket modtagelse af 6 containere, men i december gik det galt: En tysk natjager åbnede ild mod det engelske fly, og herefter kunne modtagepladsen ikke længere holdes hemmelig.

## Arrestationerne
12. december 1943 blev 3 faldskærmsfolk arresteret i en lejlighed i Århus, bl.a. Jacob Jensen. Han brød sammen under forhørene og fortalte om et sted mellem 44 og 100 personer. Det førte til optrevling af en lang række grupper i hele landet. Stoholm-gruppen blev ikke advaret, og 13. januar 1944 arresterede Gestapo 9 mand med tilknytning til gruppen.
Fra Stoholm-gruppen blev 6 mand arresteret:
- Leo Pallesen, teglværksarbejder (1910-1972). Han gennemlevede et typisk forløb: De første uger indtil 28. januar sad han i Århus arrest, hvor man blev forhørt, i værste fald tortureret. Derefter i Horserødlejren til 24. maj, så i Vestre Fængsel til 8. juli. Efter domfældelsen kom han til det tyske tugthus Dreibergen nær Rostock. 14. april 1945 startede hjemrejsen med en uge i Neuengamme, derefter en uge i det danske fængsel Møgelkær indtil 28. april 1945.[2]
- Laurids Anton Pallesen, teglværksarbejder (1902-?). Idømt 6 års tugthus.[3]
- Jacob Alsbjerg, vinkyper (1896-?). Prøvede også fængsler i Kiel og Lübeck.[4]
- Kristian Boldrup, forstassistent (1898-1969). Idømt 2 års tysk fængsel. Var kun 2 måneder i Dreibergen, derefter i et par andre tyske fængsler.[5]
- Ole T. Christensen, arbejdsmand (1909-1985). Er kun registreret i Horserød og Dreibergen.[6]
- Harald Toft Mikkelsen, landmand (1921-?). Er kun registreret i Dreibergen.[7] Han var idømt dødsstraf, men den blev han benådet for i juni 1944.[8]

Fra Viborg-gruppen blev 3 mand arresteret:
- Helmer Wøldike, kreditforeningsassistent (1913-1944). Blev idømt dødsstraf. I juni 1944 lykkedes det sabotører i Svendborg at sænke to tyske forpostbåde og ødelægge to nybygninger. Tyskerne svarede med at henrette Wøldike i Ryvangen 12. juni 1944.[9]
- Tage Severinsen, præst (1902-1951). Idømt dødsstraf, som 12. juni 1944 blev ændret til livsvarigt tugthus i Tyskland.[10]
- Johannes Volke, vognmand (1902-?). Idømt dødsstraf, som senere blev ændret til livsvarigt tugthus i Tyskland.[11]

Der findes et stykke papir fra Horserød, hvor Pallesen-brødrene, Alsbjerg, Boldrup, Christensen og Wøldike har skrevet deres navne sammen med andre fanger, så der har de været samtidigt.

## Johannes Alsbjerg
Johannes Alsbjerg var tilfældigvis ikke hjemme under razziaen 13. januar. Da han dagen efter ankom til Stoholm Station, så han at den var besat af tyskerne. Det lykkedes ham at springe af toget inden det standsede. Han flygtede ud i skoven, hvor han senere blev fundet død. Én teori er at han døde af et vådeskud, men det er mere sandsynligt at han med vilje skød sig selv for at undgå arrestation. Dermed afskar han muligheden for at han med tortur kunne tvinges til at angive andre.
Der blev rejst en mindesten for Johannes Alsbjerg 70 meter syd for hans skovfogedbolig. Men det var lidt afsides, så den blev i 2015 flyttet til området ved egnens populære badested Birkesø, hvor der i forvejen var en mindesten for modtagegruppen.

## Øvrige deltagere
En del personer, der havde haft tilknytning til gruppen, undgik arrestation:
- Skive-folkene Peter Jensen, Thorkild Andersen, Svend Aage Hansen og Ejnar Sigaard.
- Viborg-folkene Tage Hansen, Ejnar Johansson, Lars Kjeldsen og hans hustru samt Georg Morville. Peter Giandrup Hansen havde også hørt til Viborg-gruppen, men var flygtet til Sverige.
- Ejner Alsbjerg, Christian Harbo Bertelsen og chauffør Karl Hansen.